# Даринский договор
Даринский договор (англ. Treaty of Darin, араб. معاهدة دارين‎) или Даринский пакт (англ. Darin Pact) был заключен в 1915 году между Великобританией и эмиратом Неджд и Хаса.

## Подписание
Договор был подписан в Дарине на острове Тарут 26 декабря 1915 года между Абдул-Азиз ибн Абдуррахман Аль Сауди и сэром Перси Коксом от имени британского правительства.

## Условия
Подписали Даринский пакт
Договор сделал эмират британским протекторатом, а также определил его границы. Британская цель договора заключалась в том, чтобы гарантировать суверенитет британских протекторатов Кувейта, Катара и Договорного Омана. Ибн-Сауд согласился не нападать на британские протектораты, но не дал обещания, что он не нападет на Хиджаз, тогда ещё находившегося под османским контролем.
Кроме того, он согласился вступить в Первую мировую войну на Ближнем Востоке против Османской империи в качестве непосредственного союзника Великобритании.
После заключения договора эмират получил от британцев следующие меры поддержки:
- Британская гарантия независимости Неджда и его зависимых территорий;
- В июне 1916 года был получен кредит на 20 000 фунтов стерлингов и партия оружия;
- В январе 1917 года — ежемесячные субсидии в размере 5000 фунтов стерлингов,
- С конца Первой мировой войны по март 1924 года — годовая субсидия в размере 60 000 фунтов стерлингов[7].
- Также в первой статье договора признавалось право сыновей на правления[8].

## Значение
Это был первый договор, который дал международное признание эмирату. Кроме того, впервые в истории Неджда были определены границы. Хотя целью британцев было прежде всего защитить свои протектораты в Персидском заливе, но договор также имел непредвиденное последствие, поскольку он узаконил контроль будущей Саудовской Аравии над прилегающими территориями. Договор был заменен Джиддским договором в 1927 году.